# Nazionale maschile under 20 di calcio del Cile
La nazionale di calcio del Cile Under-20 è la rappresentativa calcistica del Cile composta da giocatori Under-20; è affiliata alla CONMEBOL ed è posta sotto l'egida della Federación de Fútbol de Chile.

## Partecipazioni e piazzamenti a competizioni internazionali

### Mondiali Under-20
| Anno   | Piazzamento      | G               | V               | N*              | P               | GF              | GS              |                 |
| ------ | ---------------- | --------------- | --------------- | --------------- | --------------- | --------------- | --------------- | --------------- |
| 1977   | Non qualificato  | Non qualificato | Non qualificato | Non qualificato | Non qualificato | Non qualificato | Non qualificato | Non qualificato |
| 1979   | Non qualificato  | Non qualificato | Non qualificato | Non qualificato | Non qualificato | Non qualificato | Non qualificato | Non qualificato |
| 1981   | Non qualificato  | Non qualificato | Non qualificato | Non qualificato | Non qualificato | Non qualificato | Non qualificato | Non qualificato |
| 1983   | Non qualificato  | Non qualificato | Non qualificato | Non qualificato | Non qualificato | Non qualificato | Non qualificato | Non qualificato |
| 1985   | Non qualificato  | Non qualificato | Non qualificato | Non qualificato | Non qualificato | Non qualificato | Non qualificato | Non qualificato |
| 1987   | Quarto posto     | 6               | 3               | 1               | 2               | 9               | 9               |                 |
| 1989   | Non qualificato  | Non qualificato | Non qualificato | Non qualificato | Non qualificato | Non qualificato | Non qualificato | Non qualificato |
| 1991   | Non qualificato  | Non qualificato | Non qualificato | Non qualificato | Non qualificato | Non qualificato | Non qualificato | Non qualificato |
| 1993   | Non qualificato  | Non qualificato | Non qualificato | Non qualificato | Non qualificato | Non qualificato | Non qualificato | Non qualificato |
| 1995   | Primo turno      | 3               | 0               | 2               | 1               | 6               | 9               |                 |
| 1997   | Non qualificato  | Non qualificato | Non qualificato | Non qualificato | Non qualificato | Non qualificato | Non qualificato | Non qualificato |
| 1999   | Non qualificato  | Non qualificato | Non qualificato | Non qualificato | Non qualificato | Non qualificato | Non qualificato | Non qualificato |
| 2001   | Primo turno      | 3               | 1               | 0               | 2               | 4               | 8               |                 |
| 2003   | Non qualificato  | Non qualificato | Non qualificato | Non qualificato | Non qualificato | Non qualificato | Non qualificato | Non qualificato |
| 2005   | Ottavi di finale | 4               | 1               | 0               | 3               | 7               | 11              |                 |
| 2007   | Terzo posto      | 7               | 5               | 1               | 1               | 12              | 3               |                 |
| 2009   | Non qualificato  | Non qualificato | Non qualificato | Non qualificato | Non qualificato | Non qualificato | Non qualificato | Non qualificato |
| 2011   | Non qualificato  | Non qualificato | Non qualificato | Non qualificato | Non qualificato | Non qualificato | Non qualificato | Non qualificato |
| 2013   | Quarti di finale | 5               | 2               | 1               | 2               | 9               | 8               |                 |
| 2015   | Non qualificato  | Non qualificato | Non qualificato | Non qualificato | Non qualificato | Non qualificato | Non qualificato | Non qualificato |
| 2017   | Non qualificato  | Non qualificato | Non qualificato | Non qualificato | Non qualificato | Non qualificato | Non qualificato | Non qualificato |
| 2019   | Non qualificato  | Non qualificato | Non qualificato | Non qualificato | Non qualificato | Non qualificato | Non qualificato | Non qualificato |
| 2023   | Non qualificato  | Non qualificato | Non qualificato | Non qualificato | Non qualificato | Non qualificato | Non qualificato | Non qualificato |
| Totale | 6/23             | 28              | 12              | 5               | 11              | 47              | 48              |                 |

### Campionato sudamericano Under-20
| Anno   | Piazzamento   | G   | V  | N* | P  | GF  | GS  |
| ------ | ------------- | --- | -- | -- | -- | --- | --- |
| 1954   | Fase a gironi | 3   | 0  | 2  | 1  | 2   | 4   |
| 1958   | Fase a gironi | 5   | 1  | 1  | 3  | 10  | 13  |
| 1964   | Quarto posto  | 6   | 2  | 3  | 1  | 6   | 6   |
| 1967   | Fase a gironi | 4   | 2  | 0  | 2  | 5   | 7   |
| 1971   | Fase a gironi | 3   | 1  | 1  | 1  | 3   | 4   |
| 1974   | Fase a gironi | 4   | 1  | 1  | 2  | 4   | 6   |
| 1975   | Secondo posto | 6   | 3  | 3  | 0  | 7   | 1   |
| 1977   | Quarto posto  | 6   | 2  | 1  | 3  | 6   | 10  |
| 1979   | Fase a gironi | 4   | 2  | 0  | 2  | 8   | 8   |
| 1981   | Fase a gironi | 3   | 1  | 0  | 2  | 5   | 4   |
| 1983   | Fase a gironi | 4   | 1  | 0  | 3  | 4   | 6   |
| 1985   | Fase a gironi | 4   | 0  | 2  | 2  | 0   | 4   |
| 1987   | Fase a gironi | 4   | 2  | 0  | 2  | 9   | 9   |
| 1988   | Fase a gironi | 5   | 1  | 1  | 3  | 5   | 9   |
| 1991   | Fase a gironi | 4   | 1  | 1  | 2  | 7   | 8   |
| 1992   | Fase a gironi | 3   | 1  | 0  | 2  | 2   | 2   |
| 1995   | Terzo posto   | 6   | 1  | 2  | 3  | 9   | 13  |
| 1997   | Fase a gironi | 9   | 2  | 2  | 5  | 13  | 21  |
| 1999   | Fase a gironi | 9   | 4  | 1  | 4  | 20  | 14  |
| 2001   | Quarto posto  | 9   | 3  | 2  | 4  | 11  | 17  |
| 2003   | Fase a gironi | 4   | 1  | 0  | 3  | 4   | 6   |
| 2005   | Quarto posto  | 9   | 3  | 3  | 3  | 20  | 18  |
| 2007   | Quarto posto  | 9   | 3  | 3  | 3  | 20  | 13  |
| 2009   | Fase a gironi | 4   | 1  | 0  | 3  | 5   | 7   |
| 2011   | Fase a gironi | 9   | 3  | 0  | 6  | 12  | 19  |
| 2013   | Quarto posto  | 9   | 6  | 1  | 2  | 15  | 9   |
| 2015   | Fase a gironi | 4   | 1  | 0  | 3  | 4   | 11  |
| 2017   | Fase a gironi | 4   | 0  | 2  | 2  | 2   | 4   |
| 2019   | Fase a gironi | 4   | 1  | 1  | 2  | 3   | 4   |
| 2023   | Fase a gironi | 4   | 1  | 1  | 2  | 2   | 5   |
| 2025   | Sesto posto   | 9   | 2  | 1  | 6  | 11  | 18  |
| Totale | 31/31         | 170 | 53 | 35 | 82 | 234 | 280 |

* I pareggi includono anche le partite concluse ai calci di rigore

## Tutte le rose

### Campionato mondiale di calcio Under-20
Campionato del mondo Under-20 19871 Velasco, 2 Soto, 3 Ramírez, 4 Cortéz, 5 Margas, 6 Musrri, 7 Tupper, 8 Navarrete, 9 Túdor, 10 Estay, 11 González, 12 Reiher, 13 Latín, 14 Carreño, 15 Hoffman, 16 Cabello, 17 Pino, 18 Reyes, CT: Ibarra
Campionato del mondo Under-20 19951 Toro, 2 Fernández, 3 Donoso, 4 Garrido, 5 Vargas, 6 Valle, 7 Valenzuela, 8 Barraza, 9 Osorio, 10 Lobos, 11 Rozental, 12 Salas, 13 Tapia, 14 Uribe, 15 Martel, 16 Aros, 17 Madrid, 18 Poli, CT: Véliz
Campionato del mondo Under-20 20011 Herrera, 2 Fernández, 3 Campos, 4 Droguett, 5 Oyarzún, 6 N. Pinto, 7 Villagra, 8 Pardo, 9 Cáceres, 10 Valdés, 11 Salgado, 12 Reyes, 13 Soto, 14 Vergara, 15 Berríos, 16 Ordenes, 17 Millar, 18 Lobos, CT: H. Pinto
Campionato del mondo Under-20 20051 Espinoza, 2 Riquelme, 3 Páez, 4 Montesinos, 5 Bascuñán, 6 Díaz, 7 Meneses, 8 Vásquez, 9 Canales, 10 Morales, 11 Tudela, 12 Arias, 13 Muñoz, 14 Fernández, 15 Carmona, 16 Sánchez, 17 Villanueva, 18 Jara, 19 Fuenzalida, 20 Parada, 21 Rosales, CT: Sulantay
Campionato del mondo Under-20 20071 Toselli, 2 Suárez, 3 Isla, 4 Godoy, 5 Larrondo, 6 Medel, 7 Sánchez, 8 Currimilla, 9 Medina, 10 Arenas, 11 Grondona, 12 Veloso, 13 Sepúlveda, 14 Vidal, 15 Carmona, 16 Cortés, 17 Martínez, 18 Vidangossy, 19 Silva, 20 Peralta, 21 Valladares, CT: Sulantay
Campionato del mondo Under-20 20131 Melo, 2 Campos, 3 Contreras, 4 Huerta, 5 Lichnovsky, 6 Martínez, 7 Bravo, 8 Robles, 9 Mora, 10 Maturana, 11 Henríquez, 12 Cortés, 13 Hernández, 14 Rabello, 15 Cuevas, 16 Fuentes, 17 Valdés, 18 Castillo, 19 Larenas, 20 Baeza, 21 Salazar, CT: Salas

### Campionato sudamericano di calcio Under-20
Campionato sudamericano Under-20 1992P Whiteley, P Varas, D Acuña, D Ferragut, D Flores, D Muller, D F. Rojas, D Valenzuela, D D. Véliz, C Escalona, C Lyon, C R. Rojas, C Silva, C Vargas, A Garrido, A Salas, A Torres, A Villegas, CT: L. Véliz
Campionato sudamericano Under-20 1997P Leyton, D Ibarra, D Henríquez, D Contreras, C Iribarren, D Rojas, A Sarabia, C Ríos, A Navia, C Arrué, C Carrasco, P Riquelme, A Neira, C González, C Miranda, A Flores, D Berríos, C Figueroa, D Olarra, A Vivar, CT: Yávar
Campionato sudamericano Under-20 1999P Herrera, P Núñez, D Álvarez, D Escalona, D Maldonado, D Mena, D Montecinos, D Navea, D Reynero, C Córdova, C Mirošević, C Neveu, C Ormazábal, C Pizarro, C Santis, C Zúñiga, A García, A Gutiérrez, A Moya, A Neira, CT: Bigorra
Campionato sudamericano Under-20 20011 Herrera, 2 Reyes, 3 Berríos, 4 Droguett, 5 Vergara, 6 Henríquez, 7 Villagra, 8 N. Pinto, 9 Flores, 10 Pardo, 11 Villanueva, 12 Lobos, 13 Fuentes, 14 Jorquera, 15 Bascuñán, 16 Albornoz, 17 Campos, 18 Millar, 19 Valdés, 20 Salgado, CT: H. Pinto
Campionato sudamericano Under-20 20031 Pinto, 2 Vera, 3 Toro, 4 Fierro, 5 Aceval, 6 Fica, 7 Martínez, 8 Estrada, 9 Ávila, 10 Muñoz, 11 Rubio, 12 Bravo, 13 Rojas, 14 Figueroa, 15 Acevedo, 16 Jiménez, 17 Jara, 18 Valdivia, 19 Pinilla, 20 González, CT: Vaccia
Campionato sudamericano Under-20 20051 Rosales, 2 Arias, 3 Jara, 4 Montesinos, 5 Salazar, 6 Muñoz, 7 Riquelme, 8 Vásquez, 9 Aliste, 10 Fuenzalida, 11 Meneses, 12 Tello, 13 Fernández, 14 Villanueva, 15 Morales, 16 Rojas, 17 Lorca, 18 Parada, 19 Soto, 20 Canales, CT: Sulantay
Campionato sudamericano Under-20 20071 Toselli, 2 Suárez, 3 Isla, 4 Figueroa, 5 Larrondo, 6 Medel, 7 Martínez, 8 Currimilla, 9 Medina, 10 Vergara, 11 Grondona, 12 Leyton, 13 Sepúlveda, 14 Vidal, 15 Carmona, 16 Pineda, 17 Sánchez, 18 Vidangossy, 19 Flores, 20 Godoy, CT: Sulantay
Campionato sudamericano Under-20 20091 Saavedra, 2 Magalhaes, 3 Labrín, 4 Romo, 5 Arce, 6 Parot, 7 Gutiérrez, 8 Salinas, 9 Gómez, 10 Pizarro, 11 Sagredo, 12 Cerda, 13 Torres, 14 Barrientos, 15 Medel, 16 Aránguiz, 17 Caroca, 18 Llanos, 19 Sáez, 20 Parra, CT: Basay
Campionato sudamericano Under-20 20111 Santis, 2 Magaña, 3 Salgado, 4 Martínez, 5 Casanova, 6 Márquez, 7 Carrasco, 8 González, 9 Pinto, 10 Pinares, 11 Bustos, 12 Alfaro, 13 Guerrero, 14 J. Silva, 15 Gallegos, 16 Opazo, 17 Reyes, 18 Peñailillo, 19 Ramos, 20 P. Silva, CT: Vaccia
Campionato sudamericano Under-20 20131 Melo, 2 Campos, 3 Contreras, 4 Huerta, 5 Lichnovsky, 6 Martínez, 7 Rubio, 8 Robles, 9 Mora, 10 Maturana, 11 Ragusa, 12 Cortés, 13 Bravo, 14 Rabello, 15 Cuevas, 16 Fuentes, 17 Rojas, 18 Castillo, 19 Larenas, 20 Baeza, 21 Caroca, 22 Vigouroux, CT: Salas
Campionato sudamericano Under-20 20151 Vargas, 2 Véjar, 3 Vegas, 4 Torrealba, 5 Cerezo, 6 Galdames, 7 Cabral, 8 Rodríguez, 9 Jeraldino, 10 Rojas, 11 Pavez, 12 Cortés, 13 Osorio, 14 Bolados, 15 Cuevas, 16 Fuentes, 17 Ramírez, 18 Pardo, 19 Díaz, 20 Echeverría, 21 Carvallo, 22 Espinoza, 23 Sierra, CT: Tocalli
Campionato sudamericano Under-20 20171 Collao, 2 Rebolledo, 3 Ramírez, 4 Gutiérrez, 5 González, 6 Leiva, 7 Dávila, 8 Suazo, 9 Paredes, 10 Vargas, 11 Carreño, 12 Manosalva, 13 Sierralta, 14 Araos, 15 Jara, 16 Fritz, 17 Vásquez, 18 Kimura, 19 Morales, 20 Cuadra, 21 Lobos, 22 Sierra, 23 López, CT: Robles
Campionato sudamericano Under-20 20191 Ureta, 2 N. Fernández, 3 L. Alarcón, 4 Ibacache, 5 T. Alarcón, 6 Ríos, 7 Morales, 8 Uribe, 9 D. Valencia, 10 Allende, 11 Marín, 12 Bórquez, 13 Méndez, 14 Villanueva, 15 E. Valencia, 16 Meneses, 17 V. Fernández, 18 A. Díaz, 19 Salazar, 20 Sepúlveda, 21 Lara, 22 N. Díaz, 23 Campos, CT: Robles
Campionato sudamericano Under-20 20231 Reyes, 2 León, 3 Salazar, 4 Avilés, 5 Pino, 6 Castillo, 7 Guajardo, 8 Fuentealba, 9 Norambuena, 10 Assadi, 11 Cruz, 12 Gillier, 13 Fiamengo, 14 Morales, 15 Ossa, 16 Vásquez, 17 Lolas, 18 González, 19 Conelli, 20 Cordero, 21 Osorio, 22 Maturana, 23 Garrido, CT: Ormazábal
Campionato sudamericano Under-20 20251 Contreras, 2 Garguez, 3 Román, 4 Salazar, 5 Suarez, 6 Pinto, 7 Loyola, 8 Silva, 9 Pizarro, 10 Arce, 11 Chatiliez, 12 Sáez, 13 Pérez, 14 Vásquez, 15 Cárcamo, 16 Sanguinetti, 17 Ramos, 18 Rossel, 19 Romero, 20 Faúndez, 21 Aravena, 22 Hernández, 23 Maureira, CT: Córdova